# Agriz
Agriz (oroszul: Агрыз, tatár nyelven Әгерҗе) város Oroszországban, Tatárföldön, az Agrizi járás székhelye.
Népessége: 19 300 fő (a 2010. évi népszámláláskor).

## Elhelyezkedése
Tatárföld északnyugati kiszögelésében, Kazanytól 304 km-re keletre, az Udmurtfölddel közös határon fekszik. A Szarapuli-hátság lábánál, az Agrizka (az Izs mellékfolyója) partján helyezkedik el.
Jelentős közlekedési csomópont a Kazany–Jekatyerinburg vasúti fővonalon. Innen indul ki észak felé az Izsevszkbe vezető szárnyvonal, valamint dél felé a Tatárföld bányavidékét érintő Naberezsnije Cselni–Akbas vasútvonal.

## Népessége
| Év   | Népesség |
| ---- | -------- |
| 1920 | 4.543    |
| 1926 | 7.339    |
| 1938 | 12.376   |
| 1959 | 20.270   |
| 1970 | 19.267   |
| 1979 | 18.900   |
| 1989 | 19.732   |
| 2002 | 18.620   |
| 2010 | 19.300   |

A település 1646 óta ismert. Vasútállomását 1915-ben építették, a vasút alapozta meg további fejlődését. 1927-ben lett járási székhely, 1938-ban város. 
Agriz mezőgazdasági jellegű járás székhelye, gazdasági életében fontos szerepet játszik az élelmiszeripar. A gazdaság vezető ágazata azonban továbbra is a vasút és a vasúti járműjavító üzemeltetése. 2003 őszén adták át az új állomásépületet, mely építészetileg a város legjelentősebb létesítménye.